# Klappasjön
Klappasjön är en sjö i Nässjö kommun i Småland och ingår i Lagans huvudavrinningsområde. Sjön är 11 meter djup, har en yta på 0,483 kvadratkilometer och är belägen 336 meter över havet. Vid provfiske har abborre, gädda, mört och sutare fångats i sjön.

## Delavrinningsområde
Klappasjön ingår i det delavrinningsområde (638138-142312) som SMHI kallar för Mynnar i Skålån. Avrinningsområdets medelhöjd är 343 meter över havet och ytan är 5,29 kvadratkilometer. Det finns inga delavrinningsområden uppströms utan avrinningsområdet är högsta punkten. Vattendraget som avvattnar avrinningsområdet har biflödesordning 3, vilket innebär att vattnet flödar genom totalt 3 vattendrag innan det når havet efter 257 kilometer. Delavrinningsområdet består mestadels av skog (36 procent), jordbruk (10 procent) och sankmarker (31 procent). Avrinningsområdet har 0,52 kvadratkilometer vattenytor vilket ger det en sjöprocent på 9,7 procent.